# (100304) 1995 FJ20
(100304) 1995 FJ20 es un asteroide perteneciente al cinturón de asteroides, descubierto el 31 de marzo de 1995 por el equipo del Spacewatch desde el Observatorio Nacional de Kitt Peak, Arizona, Estados Unidos.

## Designación y nombre
Designado provisionalmente como 1995 FJ20.

## Características orbitales
1995 FJ20 está situado a una distancia media del Sol de 2,233 ua, pudiendo alejarse hasta 2,459 ua y acercarse hasta 2,007 ua. Su excentricidad es 0,101 y la inclinación orbital 1,815 grados. Emplea 1219 días en completar una órbita alrededor del Sol.

## Características físicas
La magnitud absoluta de 1995 FJ20 es 17,6.